# 용기 작전
용기 작전 또는 용감한 작전은 6.25 전쟁 중 유엔군사령부 (UN)가 수행한 군사 작전으로, 서울 북쪽의 한강과 임진강 사이에서 수많은 중국인민지원군 (PVA)과 조선인민군 (KPA) 병력을 대한민국 육군 (ROK) 제1군단 반대편에 가두기 위해 고안되었다. 용감한 작전의 목표는 미국 제1군단 (미국 제25보병사단과 제3보병사단 및 대한민국 제1보병사단으로 구성됨)이 PVA/KPA 병력에 빠르게 진격하여 가능한 한 빨리 임진강에 도달하는 것이었다.

## 기동
리퍼 작전이 PVA/KPA 병력이 서울 북쪽으로 철수하고 있음을 보여주자, 미국 제8군 사령관 매슈 리지웨이 장군은 조선인민군 제1군단의 퇴각을 저지하고 공격할 계획을 세웠다. 3월 21일, 리지웨이는 미국 제1군단에 카이로 선으로 전진하라고 명령했는데, 이 선은 프랭크 W. 밀번 장군의 구역을 통해 의정부 (북위 37° 43′ 40″ 동경 127° 3′ 3″ / 북위 37.72778°  동경 127.05083° )를 거쳐 한강의 행주 (북위 37° 37′ 49″ 동경 126° 46′ 11″ / 북위 37.63028°  동경 126.76972° ) 근처까지 남서쪽으로 확장되었다. 이 선을 따라 북쪽으로 6–10 마일 (9.7–16.1 km) 떨어진 지점에서 밀번의 정찰대는 의정부 서쪽에서 조선인민군 제1군단과, 동쪽에서 중국인민지원군 제26군과 접촉했다. 밀번은 3월 22일, 문산리 공수 작전 하루 전에 카이로 선을 점령하고, 북쪽으로 계속 전진하라는 리지웨이의 추가 명령을 기다려야 했다.
밀번에게 기다리라고 요구한 것은 3월 21일 현재 리지웨이가 공수 상륙 작전인 토마호크 작전에 대한 최종 승인을 아직 주지 않았기 때문이었다. 토마호크 작전은 3월 23일 날씨가 낙하산 강하에 유리하고, 지상 병력이 24시간 이내에 공수 부대와 연결할 수 있다는 확신을 리지웨이가 받을 경우에만 수행될 것이었다. 이러한 확신이 주어지면, 제187공수연대 (187th RCT)는 제2 및 제4 레인저 중대를 배속시켜 3월 23일 아침 문산리 지역에 강하하여 국도 제1호선을 차단할 예정이었다. 밀번은 공수 부대가 지상에 착륙하면 물리적으로 접촉하고 통제권을 인수해야 했다. 동시에, 그는 아스펜 선으로 전반적인 군단의 진격을 시작해야 했는데, 이 선은 문산리 서쪽과 북쪽 임진강 하류를 따라 이어지며, 군단 구역을 가로질러 동쪽으로 기울어져 의정부 북쪽 8 마일 (13 km)에서 국도 33호선과 3호선을 가로질렀다. 아스펜 선에 도달하면 밀번은 리지웨이의 명령을 받아 최종 용감한 작전 목표선인 벤턴 선으로 약 10 마일 (16 km) 더 북쪽으로 계속 나아가야 했다. 벤턴 선에 도달하면 제1군단은 서쪽에서 임진강을 따라 남서쪽으로 최종 선이 떨어지는 것을 제외하고는 거의 38선까지 도달하게 될 것이었다.
제1군단이 벤턴 선으로 이동할 때 동쪽 측면이 개방될 수 있었기 때문에, 리지웨이는 그 선을 미국 제9군단 구역으로 남동쪽으로 확장하여 제24사단 전면과 대한민국 제6보단사단 전면의 거의 절반을 가로질러 카이로 선과 합류하도록 했다. 리지웨이가 제1군단에게 벤턴 선으로 이동하라고 명령하자, 윌리엄 M. 호지 장군은 그의 서부 병력을 그 선으로 보내 제1군단의 측면을 보호해야 했다. 한편, 밀번의 카이로 및 아스펜 선으로의 진격과 동시에 호지 장군은 그의 카이로 선 구역 점령을 완료해야 했다. 육군 전선 다른 곳에서는 미국 제10군단과 대한민국 제3군단 및 제1군단은 화천호와 동해안 사이의 지역을 정찰하라는 3월 18일 리지웨이의 명령을 계속 받고 있었다. 아직 에드워드 알몬드 장군의 정찰대나 대한민국 군단의 정찰대는 북한 영토 깊숙이 들어가지 못했다.
제1군단의 세 사단은 3월 22일 08:00에 카이로 선을 향해 진격하기 시작했다. 서쪽에서 국도 1호선을 따라 진격하던 대한민국 제1보병사단은 매우 약한 저항을 극복하고 정오까지 위상선에 병력을 배치했다. 중앙의 국도 3호선을 따라 진격하던 대한민국 제3보병사단과 우측의 미국 제25보병사단도 산발적인 저항에 부딪혔지만, 천천히 이동하여 그날 상당한 거리를 못 미치게 끝냈다.
한편, 밀번은 서울에서 장갑 태스크포스를 구성하여 문산리에 강하한 후 국도 1호선을 따라 진격하여 187th RCT와 초기 접촉을 시도했다. 제9군단의 제24보병사단에서 빌려온 제6중전차대대를 중심으로 병력을 구성하고, 제3사단에서 제7보병연대 제2대대와 제58기갑야전포병대대 포대 하나를 제외한 모든 포대, 그리고 군단 병력에서 제999기갑야전포병대대 포대 하나와 제14공병대대 A중대를 추가했다. 그는 또한 최근 제1군단에 배속된 영국 제29여단의 교량설치용 처칠 전차 두 대를 포함시켰다. 제6중전차대대 지휘관인 존 S. 그로우던 중령이 태스크포스를 이끌기로 했다.
리지웨이는 3월 22일 오후 늦게 대구의 제8군 본부에서 열린 회의에서 공수 작전에 대한 최종 결정을 내렸다. 제5공군 사령관인 얼 패트리지 장군은 다음 날 날씨가 좋을 것이라고 확신시켰고, 제8군 작전장교인 길먼 C. 머제트 대령은 리지웨이가 요구한 대로 하루 안에 공수 부대와 접촉이 이루어질 것이며, 전체 제1군단이 빠르게 진격할 수 있을 것이라고 예측했다. 이러한 보고를 바탕으로 리지웨이는 다음 날 09:00에 공수 상륙을 명령했다.
문산리 강하에 대한 최종 소식을 듣자마자, 밀번은 그로우던 태스크포스에게 3월 23일 이른 아침 카이로 선의 대한민국 제1사단을 통과하여 국도 1호선을 통해 공수 부대에 도달하도록 지시했으며, 그의 세 사단은 아스펜 선에 도달하는 것을 목표로 진격을 재개해야 했다. 그로우던 태스크포스를 뒤따를 대한민국 제1사단은 문산리에 도달하면 187th RCT를 구원하고, 공수 부대는 남쪽으로 이동하여 제8군 예비대로 복귀할 준비를 해야 했다.

## 1차 공격

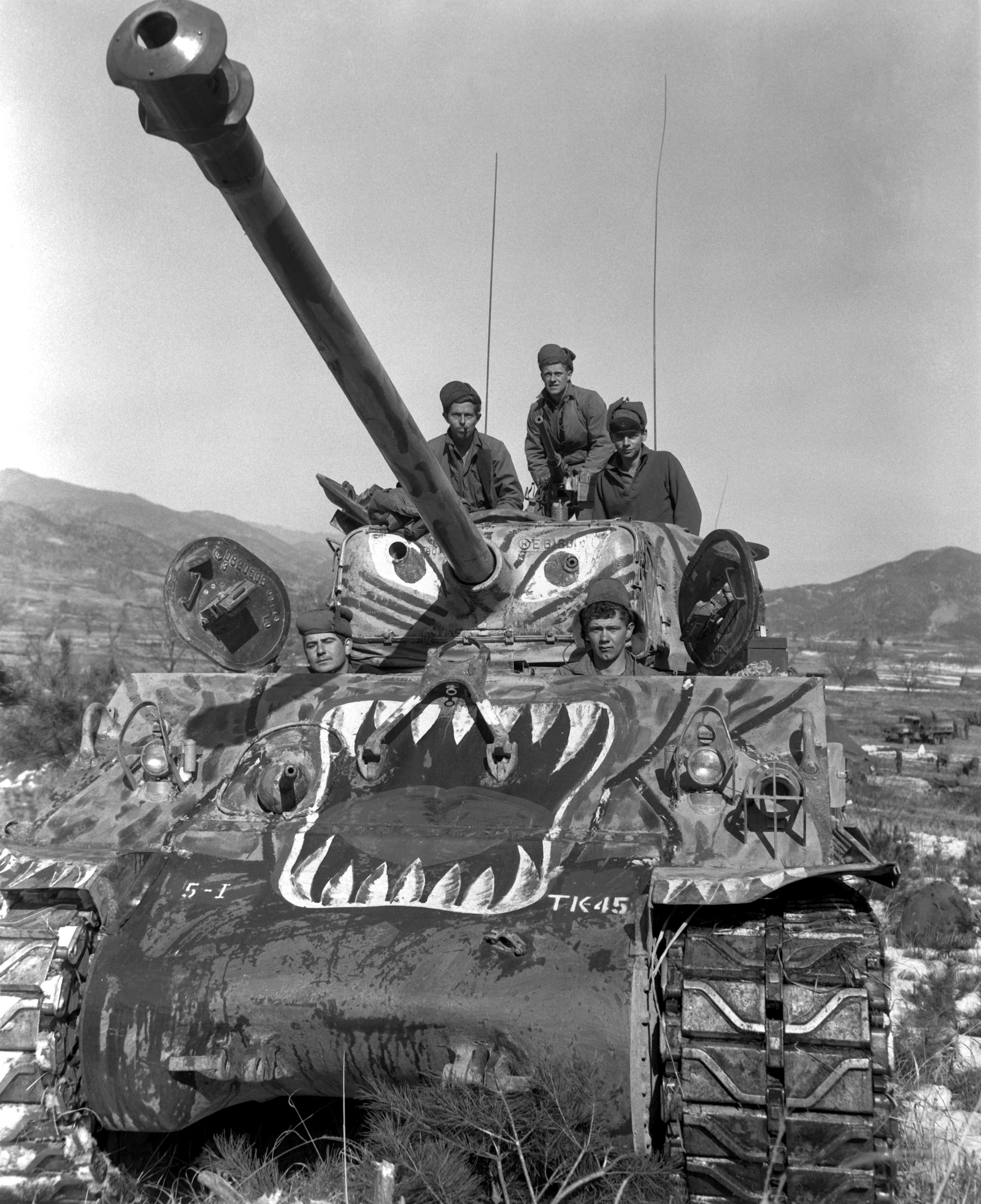
미군 병사들이 한강 지역에서 M4A3E8 셔먼 전차 (중국군 사기를 꺾기 위한 심리전 노력으로 호랑이 무늬를 칠함)를 타고 전진할 준비를 하고 있다. 이는 제5RCT가 중국군을 상대로 벌인 공격 중이다.

3월 23일, 완전히 기계화된 그로우던 태스크포스는 07:00 직후 대한민국 제1사단을 통과했다. 장갑 부대가 대한민국군보다 앞서 이동하는 동안 PVA/KPA 병력은 저항하지 않았지만, 몇 분 만에 세 번째 전차가 작은 창릉천의 파괴된 다리를 우회하다 지뢰를 밟았다. 공병들이 우회로에서 12개의 다른 지뢰를 제거하는 동안 태스크포스는 지연되었다. 그 지점부터 지뢰 탐지팀이 걸어서 선두에 서서 천천히 진행하던 그로우던 부대는 다시 지뢰를 만나기 전에 신원리 마을로 1 마일 (1.6 km)만 이동했다. 187th RCT가 09:00에 문산리에 착륙하기 시작했을 때, 그로우던 태스크포스는 남쪽으로 약 15 마일 (24 km) 떨어진 곳에 멈춰 있었다.
C-46 코만도와 C-119 플라잉 박스카의 제315항공사단 항공기들은 07:00 직후 대구 비행장에서 공수 부대를 수송하기 시작했으며, 모두 처음에는 목표 지역 서쪽의 황해 상공 집결 지점으로 향했다. 187th RCT 제1대대를 태운 두 번째 항공기 편대는 선두 비행기의 엔진 문제로 조종사가 교체 항공기를 위해 대구로 돌아가야 했기 때문에 잠시만 비행했다. 전투팀은 제1대대 사령관을 포함한 승객을 태운 새로운 선두 비행기가 문산리에 도착하기 전에 착륙했다. 그 결과, 강하는 계획대로 완전히 이루어지지 않았다.
187th RCT 사령관 프랭크 S. 보웬 장군은 두 개의 강하 지점을 지정했는데, 하나는 문산리 북동쪽 약 1 마일 (1.6 km) 떨어진 곳(북위 37° 51′ 36″ 동경 126° 48′ 16″ / 북위 37.86000°  동경 126.80444° )에, 다른 하나는 마을 남동쪽 약 3 마일 (4.8 km) 떨어진 곳(북위 37° 49′ 32″ 동경 126° 49′ 14″ / 북위 37.82556°  동경 126.82056° )에 있었다. 제1대대는 아래쪽 구역에, 나머지는 북쪽 구역에 착륙할 예정이었다. 계획대로, 제4레인저 중대가 배속된 제3대대가 먼저 강하했고, 보웬은 이 대대에게 북쪽 강하 구역을 확보하는 임무를 주었다. 선두 없는 두 번째 비행기 편대가 실수로 첫 번째 편대를 따라 제1대대도 북쪽 구역에 강하하면서 보웬의 계획은 틀어졌다. 제2레인저 중대가 배속된 제2대대가 얼마 지나지 않아 뒤따랐고, 그 다음에는 제674공수야전포병대대, 그리고 10:00에 포병 중장비 강하가 이루어졌다.
제1대대와 제2대대의 강하 사이 짧은 시간 동안 리지웨이는 L-19를 타고 문산리와 북쪽 강하 지점 사이의 도로에 착륙했다. 도중에 그는 그로우던 태스크포스가 신원리에서 지연된 것을 상공에서 보았고, 이 사실을 보웬에게 전했다. 10:00 직후, 리지웨이는 아래쪽 강하 지점 상공에서 비행기에서 한 줄로 낙하하는 공수부대원들을 보았다. 제1대대 지휘관 일행을 태운 교체 비행기가 드디어 문산리에 도착했고, 승객들은 이 지역에 유일한 병력이 될 것이라는 사실을 모른 채 정확한 구역에 강하했다.
북쪽에서는 강하 지점 안팎의 저항이 미미하고 산발적이었으며, 소규모 조선인민군 집단과 북쪽 어딘가에 위치한 박격포의 미미한 사격에 불과했다. 제1대대의 오도된 강하로 인한 과밀은 제3대대의 집결을 복잡하게 만들었지만, 부대들은 스스로 정렬하여 강하 지점의 경계를 확보했다. 예상치 못한 불편은 강하 지점에 나타나 낙하산을 훔쳐가기 시작한 민간인들에 의해 발생했다. 그들의 머리 위로 발사된 총성은 절도 시도를 중단시켰다. 중간 정도의 산발적인 저항에 맞서 제2대대는 강하 지점 북동쪽의 고지를 점령했고, 그 지휘관의 지휘 아래 B중대를 제외한 제1대대는 북쪽과 북서쪽 지대로 이동하여 그 과정에서 문산리 자체를 정리했다.
B중대는 제1대대의 지휘부가 북서쪽에서 강하 지점을 내려다보는 216고지 (북위 37° 50′ 18″ 동경 126° 48′ 27″ / 북위 37.83833°  동경 126.80750° )에서 포격을 받았다는 것을 알게 된 후 남쪽 강하 지점으로 구조 임무를 나섰다. B중대는 PVA 병력을 고지에서 몰아내어 생존자들이 남서쪽으로 철수할 수 있도록 했고, 15:00까지 강하 지점에 도달했다. 구조대와 대대 지휘부는 약 두 시간 후 북쪽의 연대 위치에 도착했다. 그 무렵 보웬의 부대는 할당된 모든 목표를 확보했다.
공수부대원들 중 전투 사상자는 19명으로 경미했다. 강하 사상자는 84명으로 더 많았지만, 이들 중 거의 절반은 치료 후 즉시 복귀했다.
PVA/KPA 사상자에는 현장에서 확인된 사망자 136명과 포로 149명이 포함되었다. 추정 손실은 총계를 상당히 높였다. 포로 심문 결과, 목표 지역에 있던 병력은 조선인민군 제36연대, 제19사단 소속이며 300명에서 500명 사이였다. 조선인민군 제1군단의 나머지 대부분은 공수 상륙 훨씬 전에 임진강 위로 철수했던 것으로 보인다.

## 연결
그로우던 태스크포스의 선봉대는 3월 23일 18:30에 문산리에 도달했지만, 늘어선 나머지 부대는 몇 시간이 더 걸렸다. 부대는 국도 1호선을 따라 PVA/KPA 진지를 만나지 못했지만, 150개 이상의 활성 지뢰 (일부는 부비트랩이 설치됨)와 거의 같은 수의 더미 지뢰 (5 마일 (8.0 km) 길이의 매장된 C-식량 및 맥주 캔 포함)를 제거하거나 폭파해야 했기 때문에 간헐적으로 전진했다. 사상자는 적었지만, 지뢰로 인해 4대의 전차가 파괴되었다. 이 전차들 중 마지막 전차가 문산리 아래 1 마일 (1.6 km) 지점에서 지뢰를 밟았을 때, 폭발로 인해 2대의 전차가 더 피해를 입었다. 태스크포스의 후미는 3월 24일 07:00에 마침내 공수부대 진지에 도착했다.
밀번이 187th RCT에 내린 3월 24일 작전 명령은 정찰만을 지시했다. 밀번으로부터 그로우던 태스크포스의 통제권을 받은 보웬은 그로우던 태스크포스의 전차를 중심으로 주 정찰대를 구성하여 임진강의 나루터를 조사하고 문산리에서 동쪽으로 이어지는 흙길인 국도 2Y를 10 마일 (16 km) 떨어진 신촌 마을까지 확인하도록 보냈다. 한 정찰대는 문산리 북동쪽 10 마일 (16 km) 지점의 임진강 나루터와 여울을 확인하던 중 접촉했다. 6명의 PVA가 사살되었고 22명이 포로로 잡혔다. 정찰대는 사상자가 없었지만, 임진강에 접근하던 중 개울을 건너다 진흙에 빠진 전차 한 대는 파괴해야 했다. 한편, 북쪽 강하 지점에 몇 발의 포탄이 떨어졌지만 사상자는 발생하지 않았다.
대한민국 제1사단은 적과 접촉 없이 꾸준히 문산리를 향해 진격했다. 3월 24일 이른 아침, 부대 장갑 부대인 분 태스크포스(제3사단에서 백선엽 장군에게 임시로 배속된 제64전차대대 C중대, 백의 구축전차대대(보병 부대로 편성됨), 그리고 그의 공병 소대 2개로 구성됨)가 부대보다 앞서 나갔고 중순경 187th RCT에 도착했다. 해가 질 무렵, 나머지 부대는 문산리 아래 약 3 마일 (4.8 km) 지점의 국도 1호선을 따라 문산리 지역 동쪽 6 마일 (9.7 km) 지점의 측면 국도 2Y의 마을인 법원리까지 이어지는 선을 점령했다. 백은 17:00에 보웬에게 문산리 지역에 대한 책임을 면제하고 분 태스크포스를 마을 바로 위에 배치했다.
대한민국 제1사단의 광범위한 진격에 대한 저항 부족은 조선인민군 제1군단을 저지하고 공격하려는 시도가 헛수고였음을 확인시켜 주었다. 동쪽에서는 제3사단과 제25사단의 진격을 지연시키기 위해 PVA 26군이 여전히 병력을 배치하고 있다는 사실이 분명해졌다. 제1군단 우측에서 제25사단은 수많은 지뢰밭과 소규모이지만 잘 방어된 PVA 집단에 부딪혔고, 이들은 소총, 기관총, 박격포 사격을 사용했다. 3월 24일 해질 무렵, 조지프 F. 브래들리 장군의 부대는 의정부 바로 서쪽, 군단 중앙의 제3사단 구역에 위치해 있었다.

## 중국의 방어 및 후퇴

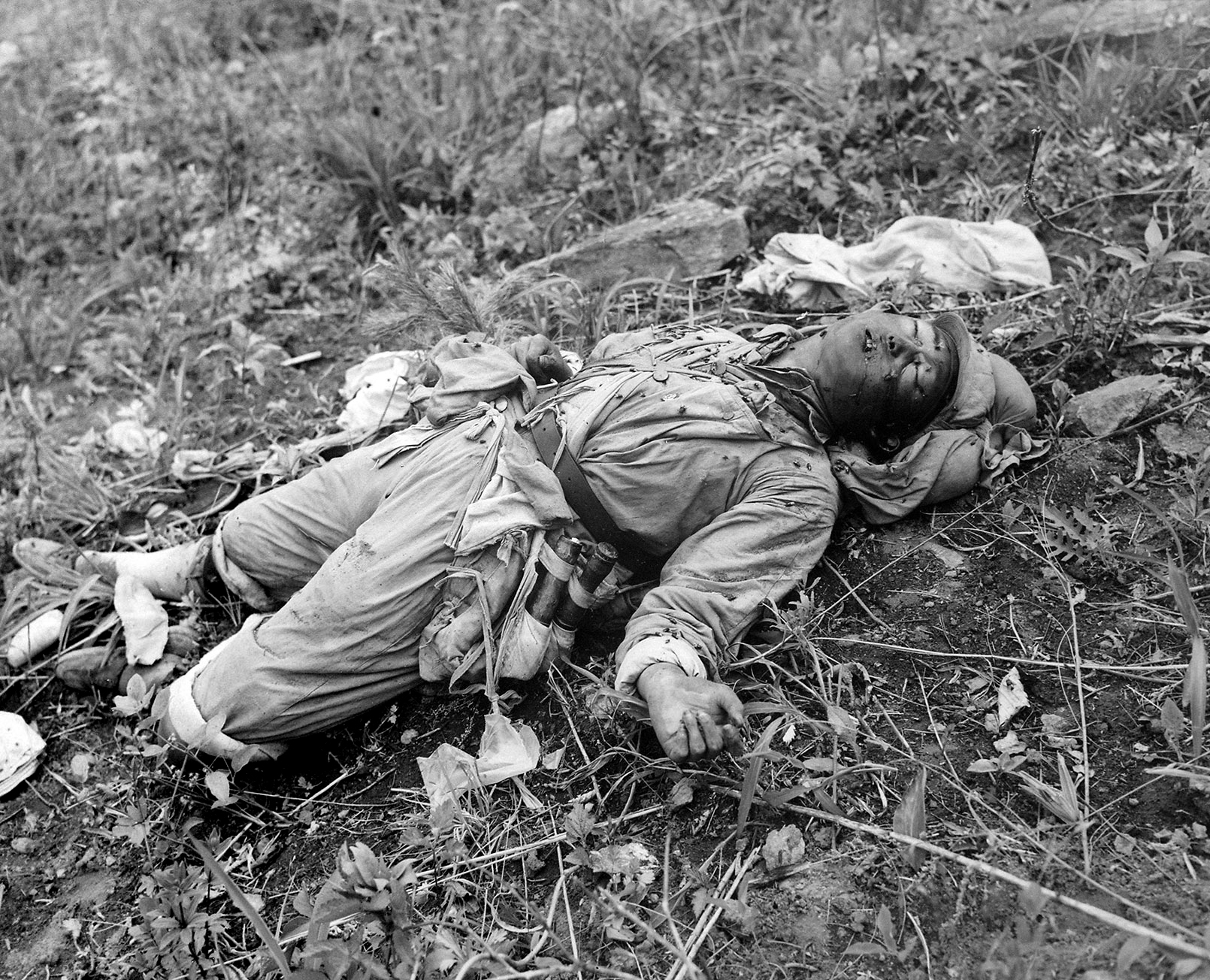
중국군이 가리산 공격 중 미 해병대에 의해 사살되었다.

다소 예상치 못하게, 제3사단은 유난히 강력한 PVA 진지에 맞서게 되었다. 3월 23일 로버트 H. 사울 장군의 병력은 큰 어려움 없이 의정부 지역을 점령했다. 마을에 처음 진입한 부대는 제64전차대대 본대와 제15보병연대 및 제65보병연대에서 각각 2개 소대의 전차를 중심으로 구성된 호킨스 태스크포스였다. 09:00경 의정부에 도착하여 무방비 상태임을 확인한 이 태스크포스는 국도 33호선을 따라 북쪽으로 몇 마일 정찰한 후 사단 진지로 돌아왔다. 지뢰로 인해 전차 2대가 파괴되었지만, 그 외에는 태스크포스는 아무런 접촉도 없었다.
따라서 제3사단이 비교적 쉽게 계속 전진할 수 있을 것처럼 보였지만, 사울의 병력은 3월 24일 아침 공격을 재개하자마자 강력한 포격을 받았다. PVA는 의정부 북서쪽 3 마일 (4.8 km) 지점의 468고지 (북위 37° 45′ 45″ 동경 127° 0′ 7″ / 북위 37.76250°  동경 127.00194° )와 마을 북쪽 및 약간 동쪽 1 마일 (1.6 km) 지점의 337고지 (북위 37° 45′ 51″ 동경 127° 3′ 57″ / 북위 37.76417°  동경 127.06583° )에 강력한 진지를 구축했다. 이 진지에서 그들은 북쪽으로 향하는 국도 33호선과 의정부에서 북동쪽으로 이어지는 국도 3호선으로의 진격을 저지하기에 좋은 조건을 갖추고 있었다. 사단 우측에서 제15보병연대는 결국 24일에 337고지를 점령했지만, 좌측의 제65보병연대는 하루 종일 468고지에서 PVA를 몰아내려는 시도에 실패했다.
밀번은 군단 중앙의 상황을 제3사단을 저지하고 있는 PVA를 가두고 파괴할 기회로 보았다. 3월 24일 아침 사울의 병력이 강력한 PVA 진지에 부딪히자, 그는 보웬에게 정찰대를 철수시키고 187th RCT에게 국도 2Y 축을 따라 동쪽 공격을 준비하라고 명령했다. 목표는 의정부 북쪽 약 10 마일 (16 km) 지점의 국도 33호선에 인접한 고지였으며, 아스펜 선의 흔적 바로 위였다. 그곳에서 보웬은 제3사단 전방의 PVA가 국도 33호선을 통해 철수하는 것을 막아야 했다. 제3사단은 그 동안 북쪽 공격을 계속하고 결국 PVA를 보웬의 진지 쪽으로 몰아넣어야 했다.
보웬은 18:00에 동쪽으로 출발하여 밤새도록 신촌까지 행군하고 다음 날 아침 공격을 개시할 계획이었다. 그로우던 태스크포스 중에서 C중대만이 18:00에 이동할 수 있는 제6전차대대 부대였다. 대대의 다른 모든 중대는 정찰 후 연료가 너무 적어 서울에서 보급을 받은 후 보웬의 부대를 따라잡아야 했다. 그로우던 태스크포스에는 제7보병연대 제2대대도 빠져 있었는데, 이 대대는 제3사단으로 돌아갔기 때문이었다.
C중대 전차를 중심으로 형성된 부대가 신촌을 향해 선두를 이끌었다. 그러나 7 마일 (11 km)를 이동한 후, 보웬의 부대가 능선 체계를 통과할 때 산사태로 인해 선두 전차들이 두 번이나 갇혔고, 두 번째 경우에는 우회로를 찾을 수 없었다. 공병들이 길을 뚫으려 애쓰는 동안 비가 내리기 시작했고 점점 더 거세졌다. 비로 인해 좋지 않은 도로가 더욱 악화되자, 보웬은 전차들을 문산리로 후퇴시키라고 명령했다. 공병들이 도로를 충분히 정비한 후, 그의 나머지 병력은 신촌으로 진행하여 3월 25일 06:00경에 도착했다.
30분 뒤 보웬은 제2대대에게 제3대대의 지원을 받아 국도 33호선 서쪽에 솟아 있는 228고지(북위 37° 55′ 4″ 동경 127° 2′ 50″ / 북위 37.91778°  동경 127.04722° )를 점령하라고 명령했다. 여러 인접 고지에 있는 진지에서 소총, 기관총, 박격포 사격을 받고 계속되는 폭우로 인해 방해를 받은 두 대대는 해가 질 무렵 228고지에서 약 2 마일 (3.2 km) 못 미쳤고, 제3사단 전방의 PVA가 철수하기로 선택한다면 국도 33호선은 여전히 그들에게 이용 가능했다.
철수는 중국군의 의도인 듯했다. 제3사단은 3월 25일 남쪽에서 공격을 재개했을 때 가벼운 저항만을 만났고, 전날 강력한 PVA 진지에 의해 지연되었던 고지들을 넘어 2 마일 (3.2 km)를 진격했다. 그 동안 제65보병연대의 전차 중대는 국도 33호선에서 북서쪽으로 꺾이는 보조 도로인 국도 3X를 따라 187th RCT와 접촉을 시도했다. 도로를 따라 설치된 지뢰로 인해 전차 4대가 파괴되어 중대는 목적지에 도달할 수 없었지만, 적 진지는 만나지 않았다. PVA 지연 부대의 철수는 3월 26일 제3사단과 제25사단이 거의 저항 없이 전진하면서 확인되었다.
북쪽에서는 PVA가 228고지를 점령하려는 187th RCT의 노력을 계속 저지했다. 3월 26일 오후, 제3사단 소속 두 전차 부대가 국도 33호선과 서쪽의 더 작은 도로를 이용하여 보웬의 부대에 합류했지만, 장갑 지원에도 불구하고 187th RCT가 228고지를 점령하는 데는 다음 날 09:00까지 걸렸다. 3월 27일 나머지 시간을 재편성과 보급에 사용한 보웬은 3월 28일 이른 아침 국도 33호선 동쪽 고지를 공격하여 맹렬한 저항을 제거하기 위한 하루 종일의 전투 끝에 점령했다.
한편 제3사단 제15보병연대와 제65보병연대는 공수부대에 도달했고, 제15보병연대 제1대대가 3월 27일 오후 늦게 첫 접촉을 했다. 밀번의 작전 희망에도 불구하고, 두 연대는 PVA/KPA를 공수부대의 총구로 몰아넣지 못했다. 187th RCT의 동쪽 공격에 저항하던 PVA가 제3사단 전방에서 철수하는 부대가 북쪽으로 통과할 수 있을 만큼 오랫동안 국도 33호선을 개방했거나, 철수하는 PVA 부대가 아마도 국도 3호선과 같은 다른 도로를 사용했을 것이다. 산발적인 저항을 뚫고 우측의 제25사단은 제3사단과 보조를 맞추었고, 3월 28일 해질 무렵에는 두 사단 모두 아스펜 선 위 또는 그 너머에 있었다.

## 리퍼 작전 연결
3월 26일 늦게, PVA가 제3사단과 제25사단에서 후퇴하고 있다는 것이 분명해지자, 리지웨이는 제1군단과 제9군단에게 벤턴 선까지 계속 전진하라고 명령했다. 원래 구상된 바와 같이, 제9군단의 벤턴 선 진격은 호지 서부 부대에만 국한되었고 단순히 제1군단의 우측 측면을 보호하기 위한 것이었다. 그러나 리지웨이는 이후 작전 계획을 수정하여 제9군단 전체와 동쪽의 모든 다른 부대를 포함하도록 진격을 확대했다.
3월 23일, 그는 벤턴 선을 동쪽으로 제1기병사단의 춘천 정찰 기지를 거쳐 제9군단 우측의 제1해병사단 구역까지 연장했으며, 그곳에서 카이로 선의 마지막 몇 마일과 합류했다. 다음 날 그는 카이로 선을 해병대 구역의 원래 종점에서 북동쪽으로 육군 전선의 나머지 부분을 가로질러 동해안의 초산리 마을까지 확장했다. 리퍼 작전의 최종 목표선은 따라서 벤턴 선과 카이로 선의 조합이 되어, 서쪽에서 임진강 상류를 거의 38선까지 따라가고, 동쪽으로 나머지 거의 모든 길이에서 38선 아래 몇 마일을 따라가다가, 38선 위 약 8 마일 (13 km) 지점에서 동해안에 정박했다.
리지웨이의 부대는 3월 말까지 조정된 선에 도달했으며, 리퍼 작전 초기부터 나타났던 저항의 특징인 산발적인 지연 작전 외에는 아무것도 만나지 않았다. 따라서 3월 7일 이후 제8군 부대는 인상적인 영토 획득을 이루어냈고, 대한민국 수도를 탈환하고 북쪽으로 25–30 마일 (40–48 km) 이동하여 38선에 도달했다. 한 달 동안의 PVA/KPA 사살 및 부상자 추정치는 높았고, 약 4,800명의 PVA/KPA가 포로로 잡혔다. 그럼에도 불구하고, 파괴된 병력 및 보급품 측면에서의 결과는 예상보다 상당히 적었다. 분명한 사실은 PVA/KPA 고위 사령부가 리퍼 작전의 범위 밖에 주력 부대를 집결시키고 있었고 여전히 집결시키고 있다는 것이었다. 38선 위로의 진격만이 이러한 주력 부대를 공격할 수 있다는 것도 분명했다.

## 38선
리지웨이가 용감한 작전을 개시하려 할 때, 그가 이미 킬러 및 리퍼 작전 진격에서 거둔 이득은 워싱턴에서 정치적 문제로서 38선 위 작전이 새로운 중요성을 띠게 하는 결정에 영향을 미쳤다. 이 결정은 원하는 휴전 협상에 어떻게, 언제 접근할 것인가에 중점을 두었다. 조선인민군 공세 준비의 증거가 쌓여감에도 불구하고, 국무부와 국방부 관리들은 리지웨이의 최근 성공이 중국과 북한에게 군사적 승리를 거둘 수 없다는 확신을 주었을 수 있으며, 만약 그렇다면 적대 행위 종결을 협상하는 데 동의할 수 있을 것이라고 믿었다. 이 관리들의 조언에 따라 해리 S. 트루먼 대통령은 유엔이 전투를 끝낼 의지가 있음을 시사하는 공개 성명을 발표할 계획이었다. 이 성명은 위협적인 어조를 피하고 우호적인 답변을 장려하기 위해 신중하게 작성되었다. 트루먼은 그의 성명이 유엔 사령부에 병력을 기여한 모든 국가의 관리들에게 승인되는 즉시 이 호소를 발표할 의도였다.
대통령 발표의 시점은 리지웨이 부대가 38선에 빠르게 접근하고 있다는 사실과도 관련이 있었다. 워싱턴의 공통된 의견은 중국과 북한이 현상 유지를 회복하는 조건에서 휴전에 동의할 가능성이 더 높다는 것이었다. 즉, 전투가 시작된 38선 부근에서 끝날 수 있다면 말이다. 따라서 38선 위에서의 모든 지상 작전을 금지할 의도는 없었지만, 딘 애치슨 국무장관과 유엔의 많은 회원국들 사이에서는 제8군이 북한으로 전반적인 진격을 해야 하는지에 대한 의문이 있었다.
합동참모본부는 3월 20일 워싱턴에서 무선 메시지로 더글러스 맥아더 장군에게 대통령의 계획을 통보했다. 그들은 유엔 내에 유엔군사령부가 대통령의 호소가 전달되고 그에 대한 반응이 결정되기 전에 38선 위로 주요 진격을 해서는 안 된다는 지배적인 정서를 그에게 알렸다. 그들은 또한 외교적 노력 동안 그들의 안보를 제공하고 PVA/KPA와의 접촉을 유지할 수 있도록 유엔군이 38선 부근에서 얼마나 많은 지상 작전의 자유를 가져야 하는지에 대한 그의 권고를 요청했다.
맥아더는 워싱턴에 전쟁에 대한 외교적 해결책이 아닌 군사적 해결책을 선호하는 결정을 압박하고 있었다. 합동참모본부의 메시지를 받기 직전에 그는 다시 매사추세츠주 공화당 하원의원 조셉 윌리엄 마틴 주니어 (미국 하원 소수당 원내대표)에게 보낸 편지에서 자신의 견해를 표명했다. 마틴 하원의원은 이전에 맥아더에게 "한국에 있는 우리 군대에 대한 압력을 완화하기 위해 국민당 중국군이 제2의 아시아 전선을 여는 데 사용될 수 있다"는 마틴의 주장에 대한 의견을 물었다. 맥아더는 자신의 견해가 "최대 반대 병력으로 병력에 대항하는 전통적인 패턴"을 따른다고 답했고, 장제스의 병력 사용에 대한 마틴의 제안이 이 패턴과 일치하며, "승리를 대체할 것은 없다"고 말했다.
그의 판단에 군사적 해결책을 선호하는 결정은 거부되었지만, 맥아더는 그의 사령부 작전에 더 이상의 제한을 두는 것을 원하지 않았다. 3월 21일 합동참모본부에 이렇게 조언하면서, 그는 얼마 전에도 그랬듯이 현재 상황에서는 북한을 정리하려는 유엔의 어떠한 상당한 노력도 이미 불가능하다고 지적했다.
답변을 기다리면서 맥아더는 3월 22일 리지웨이에게 새로운 전개를 통보했다. 맥아더는 워싱턴의 답변이 지상 작전에 대한 새로운 지침이 될 것으로 예상했지만, 아마도 북한으로의 강력한 진입을 금지하는 지침일 수도 있었다. 그는 그동안 제8군이 주요 작전을 지원할 수 있는 병참 범위 내에서 38선 북쪽으로 진격하도록 허용할 작정이었다. 리지웨이는 강력한 병력으로 38선 위로 이동하기 전에 맥아더의 구체적인 승인을 받아야 한다는 점 외에는 제한을 받지 않을 것이었다.
이러한 조건을 인지하면서 리지웨이는 맥아더에게 현재 제8군 병력이 38선 위로 10–20 마일 (16–32 km) 떨어진 일반적인 선까지 진격할 계획을 수립 중이라고 통보했다. 이 선은 서쪽의 시변리 (북위 38° 18′ 32″ 동경 126° 41′ 42″ / 북위 38.309°  동경 126.695° )까지 예성강 상류를 따라 이어진 후, 화천호로 완만하게 남동쪽으로 내려가 동해안까지 이어지는 것이었다. 과거 및 현재 작전과 마찬가지로 목표는 적 병력 및 장비의 파괴였다. 맥아더는 리지웨이의 구상을 승인했지만, 3월 24일에 한국을 방문하여 계획을 더 자세히 논의할 기회를 가질 예정이었다.
도쿄를 떠나기 전에 맥아더는 적대국과 휴전 협상을 논의할 의사를 표명하는 성명을 발표했다. 그는 자신이 "군사 지휘관으로서의 권한 범위 내에서" 제안을 하고 있으며, 원하는 결과를 달성하기 위한 "어떤 군사적 수단"도 모색할 것이라고 명시했다. 따라서 그는 이 제안을 군사적 영역에 국한시켰다. 그러나 맥아더는 제안에 앞서 중국의 군사력을 경시하며, 특히 중국군이 한국에서 승리할 수 없다는 점을 지적하고, 적대 행위가 계속될 경우 유엔이 중국을 공격하기로 결정할 것이라는 위협으로 해석될 수 있는 발언을 했다. 이러한 발언은 다른 정부들로 하여금 미국의 정책 변화 가능성에 대해 묻게 했고, 트루먼의 판단으로는 그가 계획했던 성명의 어조와 너무 모순되어 더 큰 국제적 혼란을 야기할까봐 성명을 발표하지 않기로 결정했다.
맥아더의 한국 전쟁 승리 주장은 대통령을 완전히 격분시켰다. 며칠 후 그는 이것이 "정책에 대한 공개적인 의견 불일치일 뿐만 아니라, 미국과 유엔 정책에 대한 고의적이고 계획적인 사보타주"였다고 썼다. 더욱이 맥아더는 1950년 12월 대통령 지침이 모든 국가 정책 관련 발표에 대해 요구하는 바와 같이 그의 성명을 워싱턴과 사전 협의하지 않았다. 트루먼은 맥아더의 지침 위반을 "대통령이자 총사령관으로서의 나의 명령에 대한 공개적인 불복"으로 간주했다. 그의 즉각적인 행동은 합동참모본부에 12월 지침을 맥아더에게 상기시키라는 명령을 내리는 것이었다. 비공개적으로, 그는 맥아더가 해임되어야 한다고 결정했다.
3월 24일 합동참모본부가 보낸 (3월 25일 도쿄에서 받은) 통지문에는 맥아더의 상대방이 그의 제안에 응답하고 "현장에서 휴전을 요청"할 경우 맥아더가 그들에게 지시를 보고하라는 명령이 포함되어 있었다. 그러나 그러한 응답은 예상되지 않았고, 트루먼이 자신의 휴전 이니셔티브를 취소했으므로 38선 위에서의 강력한 작전은 다시 맥아더와 리지웨이가 답변해야 할 전술적 문제가 되었다. 사실 맥아더는 휴전을 달성하려는 외교적 노력이 취소되었다는 것을 실제로 알기 전에 자신의 답변을 공개적으로 밝혔다. 3월 24일 늦게 리지웨이와의 회의와 전선 방문을 마친 후 도쿄로 돌아온 그는 제8군에 "안보상 전술적으로 적절하다고 판단될 경우" 38선을 넘도록 지시했다고 발표했다. 물론 맥아더는 그보다 더 구체적으로 리지웨이의 북한으로 최대 20 마일 (32 km) 깊이까지 전반적인 진격 구상을 승인했다.

## 여파
38선 위 공격 명령을 내리기 전에 리지웨이는 3월 27일 여주 본부에서 군단 및 사단장들을 소집하여 현재 그들에게 가능한 또는 따라야 할 행동 방침을 논의했다. 그는 소련의 개입 가능성이 다시 제기되었다고 말했다. 신뢰할 만한 해외 소식통에 따르면, 소련은 4월 말경 한국에서 몽골 출신 소련 정규군을 의용군으로 위장하여 대규모 공세를 시작할 계획이었다. 리지웨이는 이 보고의 정확성을 의심했지만, 예방 차원에서 소련의 개입 시 제8군이 한국에서 철수 명령을 받을 수도 있으므로, 그는 제8군 참모진이 1월에 개요를 잡은 철수 계획을 군단장들에게 전달하여 추가 개발하도록 할 작정이었다. 제8군 부대가 "뒤를 돌아보지 않도록", 행동 방침이나 준비에 대한 어떠한 언급도 계획을 수행하는 사람들을 넘어가지 않도록 했다.
리지웨이는 또한 과거 및 최근의 휴전 협상 제안을 언급하며, 향후 정부 결정에 따라 제8군이 정적인 방어를 채택해야 할 수도 있다고 조언했다. 그는 그러한 자세는 본질적인 경직성 때문에 전술 선택에서 유사하게 제한되지 않을 수 있는 수적으로 우세한 적을 막아내기 위해 강력한 리더십과 상상력 풍부한 전술적 사고를 요구할 것이라고 경고했다.
한편 제8군은 계속 전진할 것이며, 다음 진격에서는 38선을 넘을 것이었다. 리지웨이는 궁극적으로 전선에서 교착 상태가 발생할 것이라는 맥아더의 이전 예측에 동의했지만, 이러한 상황이 발생하기 전에 제8군이 북한으로 얼마나 깊이 진격할지는 현재 정확히 평가할 수 없다고 모인 사령관들에게 알렸다.
리지웨이는 3월 24일 맥아더와 만난 이후 38선 위로의 진격 구상을 수정했다. 그는 원래 임진강을 가로질러 북서쪽으로 강력한 공격을 지시할 생각이었는데, 예성강까지 이동하면 공격 부대가 찾기 힘든 조선인민군 제1군단을 발견할 것으로 예상했다. 그의 정보 참모들은 나중에 제1군단 본대가 예성강 뒤로 철수했음을 발견했고, 또한 공격 부대가 진격의 우측 측면에 위치한 신선한 PVA 부대에 의해 포위될 수 있다고 경고했다. (이 부대는 정보 기관이 아직 완전히 식별하지 못한 XIX 군집단이었다.) 그 결과, 리지웨이는 임진강 북서쪽 작전을 정찰 및 전투 순찰로 제한하기로 결정했다.

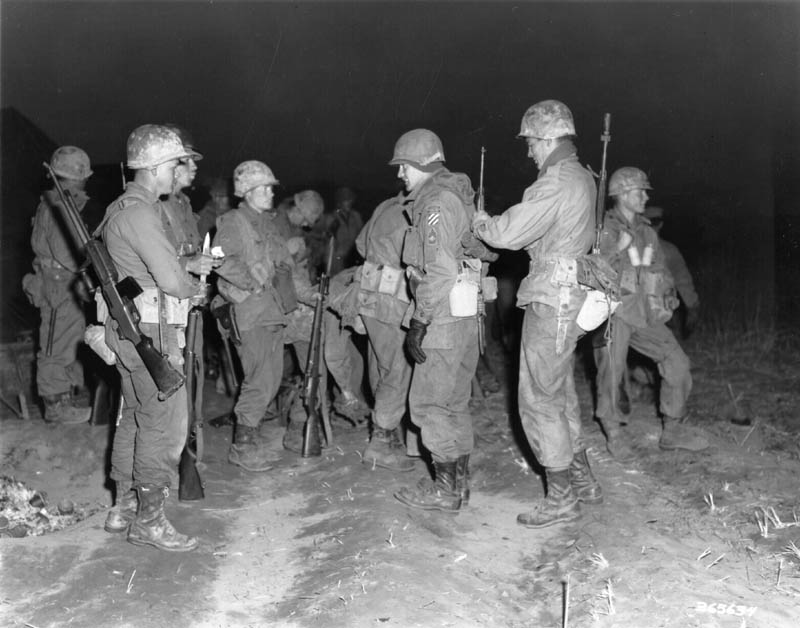
제3보병사단 제3레인저 중대 병사들이 1951년 4월 17일 한국 임진강을 건너 새벽 순찰을 시작하기 전에 장비를 조절하고 있다.

그는 주요 공격을 북쪽의 평강과 남쪽의 철원 및 김화 마을로 표시된 중앙 도로 및 철도 복합 시설로 향하게 할 계획이었다. 이 복합 시설은 나중에 극적인 용어를 찾던 언론인들에 의해 철의 삼각지대라고 명명되었는데, 38선 위로 20–30 마일 (32–48 km) 떨어진 곳에 위치하며 태백산맥을 북부와 남부 산맥으로 나누는 대각선 회랑에 있으며, 북동쪽의 원산 항구와 남서쪽의 서울을 잇는 주요 도로 및 철도 연결 지점을 포함하고 있었다. 세 마을의 삼각지대에서 뻗어나오는 다른 노선들은 북서쪽의 평양과 현재 전선의 서부 및 동부 절반과 연결되었다. 독특한 통신 중심지인 이 복합 시설은 공산군 고위 사령부가 전방 지역 내에서 병력과 보급품을 이동하고 측면 작전을 조율하는 능력에 명백히 중요했다.
리지웨이의 첫 번째 관심사는 복합 시설로의 진격을 계속하고, 적의 명백한 공격 준비를 고려하여 방어 진지를 구축하기 위한 기지 역할을 할 수 있는 지형을 점령하는 것이었다. 선택된 기지는 캔자스 선으로, 서쪽 임진강 하류를 따라 이어졌다. 임진강에서 화천호까지 동쪽으로 이어진 이 선은 38선 위로 2–6 마일 (3.2–9.7 km) 떨어진 철의 삼각지대 접근로를 가로질렀다. 저수지 하류를 따라 이어진 후, 38선 위로 10 마일 (16 km) 깊이까지 약간 북쪽으로 꺾인 다음, 남동쪽으로 해안의 양양 지역으로 내려갔다. 러기드 작전으로 지정된 캔자스 선으로의 진격에서 제1군단과 제9군단은 임진강과 화천호 서쪽 가장자리 사이의 선 부분을 점령해야 했다. 동쪽에서는 제10군단이 저수지 해안을 따라 이어지고 소양강 계곡의 국도 24호선에 도달하는 부분을 점령해야 했고, 대한민국 제3군단과 제1군단은 국도 24호선과 양양 사이의 구역을 점령해야 했다.
적이 공격 작전을 펼칠 것에 대비하여 리지웨이는 캔자스 선에 도달한 직후 상당한 병력을 전선에서 철수시켜 반격에 대비시킬 계획이었다. 제9군단은 제1기병사단을 해제해야 했다. 이 사단은 서울 남동쪽 한강 아래의 경안리에 집결하여 북서쪽 국도 1호선을 통해, 북쪽 국도 33호선과 3호선을 통해, 또는 북한강 계곡을 통해 수도를 목표로 하는 PVA/KPA 공격에 맞설 준비를 해야 했다. 제10군단 구역에서는 제2사단 본대가 홍천에 집결하여 국도 29호선 축을 따르는 공격에 대비할 준비를 해야 했고, 동부의 두 대한민국 군단 중 하나에서 아직 선택되지 않은 사단은 국도 20호선의 유천리에 집결하여 어떤 군단 구역에서든 PVA/KPA 공격에 대비할 준비를 해야 했다. 3월 29일 제1군단 구역을 떠나 대구로 간 187th RCT는 한편 필요할 때마다 작전을 강화하기 위해 북쪽으로 돌아올 준비를 해야 했다.
이들 병력이 예비군으로 자리잡는 동안, 리지웨이는 제1군단과 제9군단에 의해 철의 삼각지대를 향한 제한적 진격인 돈트리스 작전을 개시할 계획을 세웠다. 목표는 삼각지대를 위협하는 것이지 점령하는 것이 아니었으며, 두 군단은 유타 선과 와이오밍 선으로 연속적으로 공격할 것이었다. 이는 임진강과 화천호 사이의 캔자스 선 위로 불룩 튀어나와 철원-김화 통신 단지의 기반을 지휘하는 주요 고지에 도달하는 넓은 돌출부를 효과적으로 형성할 것이다. 진격 중 또는 진격 후 강력한 PVA/KPA 공격을 받으면 두 군단은 캔자스 선으로 복귀해야 했다.
적군과의 접촉을 유지하고 일부 지역에서는 다시 확보하기 위해 리지웨이는 각 군단이 준비를 마치는 대로 캔자스 선을 향해 출발하도록 허용했다. 그 결과, 러기드 작전 진격은 4월 2일에서 5일 사이에 완전히 시작되었다. 4월 3일 맥아더가 평소와 같이 동해안의 대한민국 제1군단 구역에 나타났을 때, 리지웨이는 그에게 계획을 최신화했다. 맥아더는 러기드/돈트리스 구상에 동의하며, 특히 리지웨이에게 캔자스 선을 강력히 유지하도록 촉구했다. 동시에 맥아더는 두 작전이 3월 초에 그가 예측했던 "이론적 교착 상태" 지점으로 전선을 이동시킬 것이라고 믿었다. 그는 리지웨이의 부대가 캔자스-와이오밍 목표에 도달하면 대대보다 크지 않은 정찰 및 전투 순찰로 공격 작전을 제한할 작정이었다.

## 같이 보기
- 토마호크 작전
- 리퍼 작전
- 돈트리스 작전
- 러기드 작전

## 내용주
1. ↑  Rad, GX-3-3813 KGOO, CG Eighth Army to CG I Corps et al., 21 Mar 51.
2. ↑  Rads, GX-3-3900 KGOO, GX-3-3908 KGOO, and GX-3-4040 KGOO, CG Eighth Army to CG I Corps et al., first two 21 Mar and last 22 Mar 51; Eighth Army Comd Rpt, Nar, Mar 51; Eighth Army CG SS Rpt, Mar 51.
3. ↑  Rads, GX-3-3813 KGOO, GX-3-4040 KGOO, and GX-3-4149 KGOO, CG Eighth Army to CG I Corps et al., first one 21 Mar and last two, 22 Mar 51.
4. ↑  I Corps Opn Dir 50, 21 Mar 51; 1 Corps Comd Rpt, Nar, Mar 51; Eighth Army Comd Rpt, Nar, Mar 51.
5. ↑  I Corps Opn Dir 51, 22 Mar 51; I Corps Comd Rpt, Nar, Mar 51; Eighth Army Study, Task Force Growdon, in CMH.
6. ↑  Colonel Mudgett replaced Dabney, who was now a Brigadier General, on 1951년 3월 21일.
7. ↑  Eighth Army CG SS Rpt, Mar 51; Eighth Army G3 Jul, Sum, 21 Mar 51; Eighth Army Comd Rpt, Nar, Mar 51; Rad, GX-3-4097 KGOO, CG Eighth Army to CG I Corps et al., 22 Mar 51.
8. ↑  Rad, GX-3-4040 KGOO, CG Eighth Army to CG I Corps et al., 22 Mar 51; Rad, CIACT 3-30, CG I Corps to CO 6th Med Tk Bn, 23 Mar 51; 1 Corps Opn Dir 52, 23 Mar 51
9. ↑  I Corps Comd Rpt, Nar, Mar 51; Eighth Army Study, Task Force Growdon
10. ↑  The provisional Combat Cargo Command had been discontinued and the 315th Air Division activated to replace it on 1951년 1월 25일. Brig. Gen. John P. Henebry had replaced General Tunner as commander of the 315th on 1951년 2월 8일.
11. ↑  Eighth Army Study, Operation Tomahawk, in CMH; 187th Abn RCT Comd Rpt, Nar, Mar 51; Futrell; The United States Air Force in Korea, pp. 353-55.
12. ↑  Eighth Army Study, Operation Tomahawk, in CMH; 187th Abn RCT Comd Rpt, Nar, Mar 51; Futrell; The United States Air Force in Korea, pp. 353-55.
13. ↑  Accompanying the 187th RCT to provide additional medical support was a para-surgical team from the Indian 60th Field Ambulance and Surgical Company.
14. ↑  187th Abn RCT Opn O 2, 22 Mar 51; 187th Abn RCT Comd Rpt, Nar, Mar 51; Eighth Army Study, Operation Tomahawk.
15. ↑  187th Abn RCT Comd Rpt, Nar, Mar 51; Eighth Army CG SS Rpt, Mar 51; Eighth Army Study, Operation Tomahawk.
16. ↑  187th Abn RCT Comd Rpt, Nar, Mar 51; Eighth Army Study, Operation Tomahawk; I Corps POR 576, 23 Mar 51.
17. ↑  Rad, GX (TAC) 124 KCG, CG Eighth Army to CINCFE, 23 Mar 51; Eighth Army Study, Operation Tomahawk.
18. ↑  Rad, GX (TAC) 124 KCG, CG Eighth Army to CINCFE, 23 Mar 51; Eighth Army Study, Operation Tomahawk.
19. ↑  I Corps Comd Rpt, Nar, Mar 51; Eighth Army Study, Task Force Growdon.
20. ↑  I Corps Opn Dir 52, 23 Mar 51; Eighth Army Study, Operation Tomahawk; ibid., Task Force Growdon.
21. ↑  I Corps POR 576, 23 Mar 51; Eighth Army G3 Consolidated Opn Rpt, 24 Mar 51; Rad, CIACT 3-35, CG I Corps to CG 1st ROK Div, 24 Mar 51; I Corps Comd, Rpt, Nar, Mar 51.
22. ↑  I  Corps Comd Rpt, Nar, Mar 51; 25th Div Comd Rpt, Nar, Mar 51.
23. ↑  1 Corps G3 Jnl, 23 Mar 51; 3d Div G3 Jnl, 23 Mar 51; 3d Div Comd Rpt, Nar, Mar 51.
24. ↑  3d Div Comd Rpt, Nar, Mar 51.
25. ↑  Rad, CIACT 3-37, CG I Corps to CG 1st ROK Div et al., 24 Mar 51; 187th Abn RCT S3 Jnl, 24 Mar 51, and Comd Rpt, Nar, Mar 51.
26. ↑  187th Abn RCT S3 Jul, 24 Mar 51, and Comd Rpt, Nar, Mar 51; Eighth Army Study, Task Force Growdon.
27. ↑  187th Abn RCT Comd Rpt, Nar, Mar 51; Eighth Army Study, Task Force Growdon.
28. ↑  187th Alm RCT S3 Jnl, 25 Mar 51; Eighth Army Study, Operation Tomahawk.
29. ↑  Eighth Army G3 Consol Opn Rpt, 25 Mar 51; I Corps Comd Rpt, Nar, Mar 51; 3d Div Comd Rpt, Nar, Mar 51.
30. ↑  On the 26th Soule reported to Ridgway that one of his tanks had knocked out a T-34 tank. This was the first enemy armor destroyed by ground action since Ridgway had taken command of the Eighth Army. The T-34 may have belonged to the 17th Mechanized Division of KPA I Corps. See Eighth Army CG SS Rpt, Nar, Mar 51.
31. ↑  187th Abn RCT Comd Rpt, Nar, Mar 51; 3d Div Comd Rpt, Nar, Mar 51.
32. ↑  3d Div Comd Rpt, Nar, Mar 51; 25th Div Comd Rpt, Nar, Mar 51.
33. ↑  Rad, GX-3-4877 KGOO, CG Eighth Army to CGs I and IX Corps, 26 Mar 51; Eighth Army Comd Rpt, Nar, Mar 51.
34. ↑  Rad, GX-3-4228 KGOO, CG Eighth Army to CG I Corps et al., 23 Mar 51; Rad, GX (TAC) 128 KCG, CG Eighth Army to C/S ROKA et al., 24 Mar 51.
35. ↑  Eighth Army Comd Rpt, Nar, Mar 51; Eighth Army G3 and G2 SS Rpts, Mar 51.
36. ↑  Collins, War in Peacetime, p. 266; Truman Years of Trial and Hope, p. 440; Acheson, Present at the Creation, pp. 517-18; Schnabel, Policy and Direction, pp. 357-58.
37. ↑  Collins, War in Peacetime, pp. 263-66; Acheson, Present at the Creation, p. 517; Rees, Korea: The Limited War, p. 208.
38. ↑  Rad, JCS 86276, JCS to CINCFE, 20 Mar 51.
39. ↑  The Tokyo dateline of MacArthur's letter was 20 March. Since Tokyo time is fourteen hours ahead of Washington time, MacArthur presumably wrote his letter before the Joint Chiefs prepared their message of the same date.
40. ↑  Both letters are quoted in MacArthur, Reminiscences, pp. 385-86.
41. ↑  Rad, C 58203, CINCUNC to DA for JCS, 1951년 3월 21일.
42. ↑  Schnabel, Policy and Direction, pp. 358-60; Rad, C 58292, MacArthur for Ridgway, 1951년 3월 22일.
43. ↑  Rad, G-3-4122 KCG, CG Eighth Army to CINCFE, 22 Mar 51; Rad MacArthur to Ridgway, 23 Mar 51; Eighth Army CG SS Rpt, Mar 51.
44. ↑  To this extent, MacArthur's action was in accord with earlier advice a Department of State official gave the Department of Defense shortly after the 인천 상륙 작전: "A cease-fire should be a purely military matter and . . . the Commanding General of the unified command . . . is the appropriate representative to negotiate any armistice or cease-fire agreement." See Schnabel, Policy and Direction, p. 359.
45. ↑  MacArthur, Reminiscences, pp. 387-88; Truman, Years of Trial and Hope, pp. 440-42.
46. ↑  Ltr, Truman to George M. Elsey, 16 Apr 51, quoted in D. Clayton James, The Years of MacArthur, vol. III, Triumph and Disaster, 1945-1964 (Boston: Houghton Mifflin Co., 1985), p. 588.
47. ↑  Truman, Years of Trial and Hope, pp. 441-12.
48. ↑  Truman, Years of Trial and Hope, pp. 442-43. When asked some years later why he did not relieve MacArthur at the time, Truman replied that he wanted a "better example of his insubordination, and I wanted it to be one . . . that everybody would recognize for exactly what it was, and I knew that, MacArthur being the kind of man he was, I wouldn't have long to wait." See Merle Miller, Plain Speaking (New York: Berkley Publishing Corp., 1973), pp. 302-03.
49. ↑  Collins, War in Peacetime, pp. 270-71; Ridgway, The Korean War, p. 116; copy of MacArthur's 24 March statement with Ridgway papers in CMH
50. ↑  Discussion of the conference is based on MS, Ridgway, The Korean War, Issues and Policies, pp. 405, 407-10; Ridgway, The Korean War, pp. 121-23, 157.
51. ↑  The conference had a tragic postscript when the light plane returning General Kim, commander of ROK I Corps, to 강릉 crashed in the 태백산맥, killing the general and his pilot. General Paik, the leader of the ROK 1st Division, became the new commander of ROK I Corps early in April and Brigadier general Kang Moon Bong took command of the 1st Division.
52. ↑  Rad, GX-3-5348 KGOP, CG Eighth Army to CG I Corps et al., 29 Mar 51; Ridgway, The Korean War, pp. 120-21; Eighth Army PIR 254, 23 Mar 51, and PIR 259, 28 Mar 51.
53. ↑  Rad, GX-3-5348 KGOP, CG Eighth Army to CG I Corps et al., 29 Mar 51; Eighth Army G3 Jul, Sum, Apr 51.
54. ↑  Rad, GX-3-5348 KGOP, CG Eighth Army to CG I Gores et al., 29 Mar 51; Eighth Army G3 Jnl, Sum, 29 Mar 51.
55. ↑  Rad, GX-4-805 KGOP, CG Eighth Army to CG I Corps et al., 3 Apr 51.
56. ↑  Eighth Army G3 Jul, Sum, 2 and 3 Apr 51; Rad, GX-4-979 KGOO, CG Eighth Army to C/S ROKA et al., 4 Apr 51; Eighth Army CG SS Rpt, Apr 51; MS, Ridgway, The Korean War, Issues and Policies, pp. 419-20; Ridgway, The Korean War, p. 121; Rad, C 59397, CINCFE to DA, 5 Apr 51.